# Rhodogaster calongei
Rhodogaster calongei är en svampart som beskrevs av E. Horak & G. Moreno 1998. Rhodogaster calongei ingår i släktet Rhodogaster och familjen Entolomataceae.   Inga underarter finns listade i Catalogue of Life.